# Wacław Maurycy Gajewski
Wacław Maurycy Gajewski (ur. 1888 w Radomiu, zm. 30 maja 1968 w Warszawie) – działacz niepodległościowy, starosta skierniewicki i warszawski, dyrektor izby skarbowej w Wilnie, redaktor i publicysta. Jeden z założycieli Organizacji Młodzieży Niepodległościowej „Zarzewie”.   

## Młodość i działalność w organizacjach niepodległościowych do 1918 r.
Urodził się w Radomiu w 1888 r., gdzie ukończył szkołę powszechną. W wieku 15 lat jako uczeń gimnazjum założył tajną organizację szkolną, mającą na celu samokształcenie w duchu patriotycznym. W ramach swojej organizacji skompletował bibliotekę liczącą 2 tys. tomów. Gajewski przeniósł się z gimnazjum rosyjskiego do prywatnej szkoły handlowej, gdzie zakres używania języka polskiego był szerszy. Działał w ramach Grupy Narodowej (1905 r.), a później "Petu" (1906 r.). W 1908 r. po zdaniu matury wyjechał wraz ze swoją narzeczoną Leokadią Błońską na studia do Lwowa, gdzie jako wolny słuchacz uczestniczył w wykładach historii, prawa i ekonomii. Został przyjęty do „Zetu”, a rok później wraz z bliskimi kolegami tworzy „niezależny Zet” – czyli „Zarzewie” - organizację nastawioną na czynną walkę niepodległościową. „Zarzewie” to również nazwa pisma, które Gajewski wraz z kolegami wydaje i redaguje. 12 marca 1909 r. składa przysięgę i zostaje członkiem tajnego Polskiego Związku Wojskowego, a w 1914 r. Ligi Narodowej.
We wrześniu 1910 r. wyjeżdża do Francji na studia w paryskiej Szkole Nauk Politycznych (L’Ecole de Sciences Politiques). Po roku podczas wakacyjnej wizyty w kraju został aresztowany i uwięziony na rok, początkowo w sosnowieckim, a później w piotrkowskim więzieniu – za nielegalne przekroczenie granicy oraz kolportowanie konspiracyjnej prasy. Od 1912 roku, przyjmując propozycję Aleksandra Zawadzkiego, rozpoczął pracę jako wychowawca i nauczyciel na kursach seminaryjnych dla nauczycieli szkół wiejskich w Warszawie. Niezmiennie współpracował z tajnymi organizacjami, zostając członkiem delegatury okręgowej na zabór rosyjski. Redagował organ Związku Młodzieży Wiejskiej „Wici”. Po przeprowadzce do Lublina  w 1913 r. pracował w Syndykacie Rolniczym. Tuż przed wybuchem I Wojny Światowej w 1914 r. żeni się z Leokadią Błońską. Pracuje w Radzie Zjazdów Polskich Komitetów Pomocy Ofiarom Wojny w Moskwie (później w Piotrogrodzie), gdzie pełnił funkcję dyrektora Biura Zjazdów i w ramach tej działalności zakładał szkoły, stołówki, a także zajmował się aktywnością wydawniczą, drukując książki i zakładając biblioteki. W 1918 r. działa w Lublinie, gdzie został mianowany redaktorem „Rzeczypospolitej” (ukazało się tylko kilka numerów tego pisma). 31 października 1918 r. Gajewski jako emisariusz Juliusza Zdanowskiego (generalnego komisarza na okupację austriacką z ramienia rządu Świeżyńskiego, podległego Radzie Regencyjnej) bierze udział w wydarzeniach prowadzących do przejęcia władzy z rąk okupantów i proklamowania suwerennej Republiki Radomskiej.

## Starosta skierniewicki (1919–1927) i warszawski (1927–1930)
W 1919 roku Gajewskiego mianowano zastępcą starosty w Łodzi oraz komisarzem rządu polskiego na powiat skierniewicki. Jako pierwszy w dziejach niepodległej Polski starosta skierniewicki koncentrował się na wspieraniu i rozwijaniu infrastruktury, pomocy finansowej dla budownictwa szkolnego w gminach wiejskich, a także otwieraniu bibliotek przyszkolnych. Wspierał znacząco politykę przeciwogniową. Udało mu się wiele działań o charakterze socjalnym (organizowanie letnisk, wczasów
i tworzenie domu starców). W 1926 r. sfinalizował budowę imponującego, upamiętniającego konstytucję 1921 roku, Domu Sejmikowego. Stał się on wyjątkowym centrum administracyjno-samorządowym, handlowym oraz społeczno-kulturalnym powiatu. Na uroczystości otwarcia i poświęcenia w 1927 r. obecni byli: prezydent Ignacy Mościcki, wszyscy ministrowie (lub wiceministrowie) oraz kompania reprezentacyjna Wojska Polskiego.
Działał we władzach działających w dwudziestoleciu międzywojennym zrzeszeń samorządowych: Zrzeszenia Spółdzielczego Gospodarczo-Inwestycyjnego Samorządów Powiatowych, Biura Zjazdów Samorządu Ziemskiego, Związku Powiatów Rzeczypospolitej (ZPRP). Był prezesem (1928), a później wiceprezesem (1930) Związku Miejskich i Powiatowych Kas Oszczędnościowych w Warszawie.

## Działalność w latach 1930–1939
W połowie 1927 r. przeniesiony ze stanowiska starosty skierniewickiego na stanowisko starosty powiatu warszawskiego. W związku z nadchodzącymi wyborami 1930 roku podczas rozmowy z ministrem spraw wewnętrznych Felicjanem Sławojem Składkowskim zaproponowano mu stanowisko radcy w MSW w zamian za zapewnienie powodzenia BBWR w wyborach. Nieprzyjęcie oferty spowodowało zwolnienie Gajewskiego ze stanowiska starosty powiatu warszawskiego w trybie natychmiastowym (po rozmowie z ministrem nie został wpuszczony do swojego biura). Zostaje przeniesiony w czerwcu 1930 roku na stanowisko radcy w Warszawskim Urzędzie Wojewódzkim, a następnie przeniesiony w stan spoczynku w styczniu 1931 r. 
W następnych latach zarabia na życie jako redaktor (czasopismo „Oszczędność”) i publicysta (czasopisma „Samorząd miejski”, „Dom, osiedle, mieszkanie”). Podjął pracę jako inspektor w Banku Gospodarstwa Krajowego do spraw finansów samorządowych i funkcję tę pełnił do 1936. Po powołaniu Eugeniusza Kwiatkowskiego na urząd wicepremiera i ministra skarbu obejmuje w BGK w latach 1936–1937 stanowisko dyrektora biura przygotowującego Czteroletni Plan rozwoju gospodarczego kraju. 
W 1937 objął stanowisko dyrektora Izby Skarbowej w Wilnie. Tam zastała go wojna.

## Lata II wojny światowej i zesłanie w głąb ZSRR
Podczas okupacji niemieckiej kontynuował swoją pracę w tajnej Okręgowej Delegaturze Rządu na Wileńszczyźnie, gdzie odpowiadał za wydział finansowy. Oficjalną przykrywką dla tej funkcji była realnie wykonywana praca nocnego dozorcy. 28 grudnia 1944 r. został aresztowany wraz z innymi członkami Delegatury Rządu i skazany na 5 lat łagru. Karę odbywał obozie NKWD w Wielsku koło Archangielska w pobliżu koła podbiegunowego. Tuż przed zakończeniem wyroku „Trójka” NKWD w trybie administracyjnym dodała mu dalsze 5 lat przymusowego zesłania w Krasnojarskim Kraju – blisko 4 tys. km na wschód od Moskwy. Do Polski wrócił 21 czerwca 1955 r. W latach 1956–1959 pracował jako magazynier w Spółdzielni Pracy „Mazowia” w Warszawie. Zmarł w 1968 roku. Został pochowany na Cmentarzu Powązkowskim w Warszawie (kwatera 281-5-10).

## Odznaczenia i upamiętnienie
W 1937 roku został odznaczony Medalem Niepodległości.
W 2019 r. Rada Miasta Skierniewice nadała imię Wacława Maurycego Gajewskiego skwerowi przed Domem Sejmikowym, gdzie mieści się siedziba starostwa powiatowego w Skierniewicach.